# Адміністративний устрій Баришівського району
Адміністративний устрій Баришівського району — адміністративно-територіальний поділ Баришівського району Київської області на 1 селищну громаду, 1 громаду міста обласного значення, що об'єднує 5 сільських рад району та 2 сільські ради, які об'єднують 39 населених пунктів та підпорядковані Баришівській районній раді. Адміністративний центр — смт Баришівка.

## Адміністративний поділ Баришівського району на момент ліквідації 17 липня 2020 року
| № | Назва                       | Центр         | Населені пункти | Площа км² | Місце за площею | Населення (2001), осіб. | Місце за населенням |
| - | --------------------------- | ------------- | --- | --------- | --------------- | ----------------------- | ------------------- |
| 1 | Баришівська селищна громада | смт Баришівка | смт Баришівка с. Бакумівка с. Бзів с. Борщів с. Веселинівка с. Власівка с. Волошинівка с. Гостролуччя с. Дернівка с. Коржі с. Корніївка с. Лукаші с. Лук'янівка с. Мала Тарасівка с. Масківці с. Морозівка с. Паришків с. Пасічна с. Перемога с. Поділля с. Рудницьке с. Сезенків с. Селичівка с. Селище с. Устинкова Гребля с. Хлопків с. Швачиха с. Шовкове |           |                 |                         |                     |
| 2 | Березанська міська громада  | м. Березань   | м. Березань с. Лехнівка с. Недра с. Пилипче с. Садове с. Ярешки |           |                 |                         |                     |
| 3 | Семенівська сільська рада   | с. Семенівка  | с. Семенівка с. Леляки |           |                 |                         |                     |
| 4 | Яблунівська сільська рада   | с. Яблуневе   | с. Яблуневе с. Дубове с. Григорівка с. Хмельовик |           |                 |                         |                     |

Після ліквідації Баришівського району територія Яблунівської сільської ради була приєднана до Березанської міської громади, вже утворені громади (Баришівська та Березанська) включені до складу Броварського району, територія Семенівської сільської ради включена до складу Студениківської сільської громади Бориспільського району.

## Адміністративний устрій Баришівського району до початку адміністративної реформи 2015 - 2020 років
| №  | Назва                       | Центр          | Населені пункти                                         | Площа км² | Місце за площею | Населення (2001), осіб. | Місце за населенням |
| -- | --------------------------- | -------------- | ------------------------------------------------------- | --------- | --------------- | ----------------------- | ------------------- |
| 1  | Баришівська селищна рада    | смт Баришівка  | смт Баришівка с. Пасічна с. Швачиха                     |           |                 |                         |                     |
| 2  | Бзівська сільська рада      | с. Бзів        | с. Бзів                                                 |           |                 |                         |                     |
| 3  | Веселинівська сільська рада | с. Веселинівка | с. Веселинівка                                          |           |                 |                         |                     |
| 4  | Волошинівська сільська рада | с. Волошинівка | с. Волошинівка с. Борщів с. Устинкова Гребля с. Шовкове |           |                 |                         |                     |
| 5  | Гостролуцька сільська рада  | с. Гостролуччя | с. Гостролуччя                                          |           |                 |                         |                     |
| 6  | Дернівська сільська рада    | с. Дернівка    | с. Дернівка с. Хлопків                                  |           |                 |                         |                     |
| 7  | Коржівська сільська рада    | с. Коржі       | с. Коржі                                                |           |                 |                         |                     |
| 8  | Корніївська сільська рада   | с. Корніївка   | с. Корніївка                                            |           |                 |                         |                     |
| 9  | Лехнівська сільська рада    | с. Лехнівка    | с. Лехнівка                                             |           |                 |                         |                     |
| 10 | Лукашівська сільська рада   | с. Лукаші      | с. Лукаші                                               |           |                 |                         |                     |
| 11 | Лук'янівська сільська рада  | с. Лук'янівка  | с. Лук'янівка                                           |           |                 |                         |                     |
| 12 | Масківецька сільська рада   | с. Масківці    | с. Масківці                                             |           |                 |                         |                     |
| 13 | Морозівська сільська рада   | с. Морозівка   | с. Морозівка                                            |           |                 |                         |                     |
| 14 | Недрянська сільська рада    | с. Недра       | с. Недра                                                |           |                 |                         |                     |
| 15 | Паришківська сільська рада  | с. Паришків    | с. Паришків с. Бакумівка                                |           |                 |                         |                     |
| 16 | Перемозька сільська рада    | с. Перемога    | с. Перемога                                             |           |                 |                         |                     |
| 17 | Пилипчанська сільська рада  | с. Пилипче     | с. Пилипче                                              |           |                 |                         |                     |
| 18 | Подільська сільська рада    | с. Поділля     | с. Поділля с. Мала Тарасівка                            |           |                 |                         |                     |
| 19 | Рудницька сільська рада     | с. Рудницьке   | с. Рудницьке                                            |           |                 |                         |                     |
| 20 | Садівська сільська рада     | с. Садове      | с. Садове                                               |           |                 |                         |                     |
| 21 | Сезенківська сільська рада  | с. Сезенків    | с. Сезенків с. Власівка                                 |           |                 |                         |                     |
| 22 | Селичівська сільська рада   | с. Селичівка   | с. Селичівка                                            |           |                 |                         |                     |
| 23 | Селищанська сільська рада   | с. Селище      | с. Селище                                               |           |                 |                         |                     |
| 24 | Семенівська сільська рада   | с. Семенівка   | с. Семенівка с. Леляки                                  |           |                 |                         |                     |
| 25 | Яблунівська сільська рада   | с. Яблуневе    | с. Яблуневе с. Дубове с. Григорівка с. Хмельовик        |           |                 |                         |                     |
| 26 | Ярешківська сільська рада   | с. Ярешки      | с. Ярешки                                               |           |                 |                         |                     |

* Примітки: м. — місто, смт — селище міського типу, с. — село, с-ще — селище, курсив - громада міста обласного значення